# 維戈縣 (印第安納州)
维戈县（英語：Vigo County）是位於美國印第安納州西部的一個縣，西鄰伊利諾伊州。面積1,063平方公里。根據美國2000年人口普查，共有人口105,848人。縣治特雷霍特（Terre Haute）。
成立於1818年1月21日，2月15日生效。縣名紀念為喬治·R·克拉克提供物資的弗朗西斯·维戈（Francis Vigo）上校。

## 美國總統大選的章魚哥
自1888年以來，维戈縣在美國總統選舉的投票結果，幾乎與美國總統大選的結果一致，除了1908與1952年例外。與维戈縣的預測成績可堪比擬的，就是新墨西哥州的巴倫西亞縣。